# 転覆 (鉄道車両)

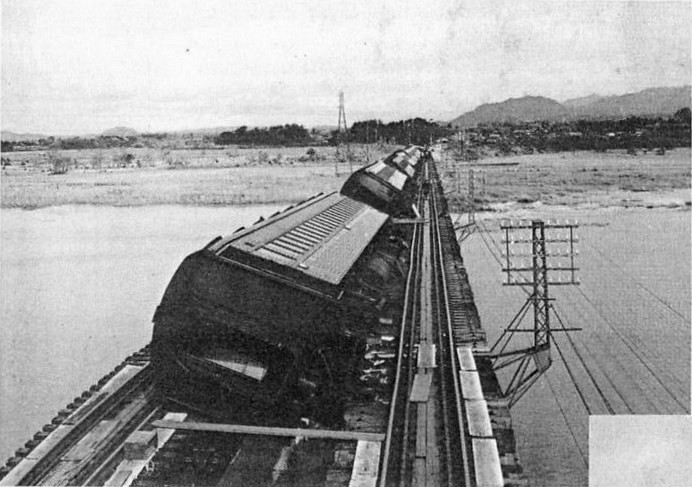
1934年9月21日、室戸台風による東海道線瀬田川橋梁での転覆の様子

鉄道車両における転覆（てんぷく、英: Overturning）とは、何らかの原因により車両が大きな力を受けて、車両が横転することである。脱線を経て転覆に至る二次的な転覆と、強風などにより脱線を経ずに直接転覆に至る一次的な転覆がある。

## 概要
何らかの原因により鉄道車両に著しい横方向力が加わることで、片側の車輪が浮き上がり、ついには、車両は横転までに至る。原因としては、強風による風圧力、曲線通過時の速度超過による遠心力などがある。このように車両が横転することを転覆と呼ぶ。
社会一般において脱線と転覆を同義として使用される場合があるが、脱線と転覆は発生メカニズムや原因が異なる場合もあるので工学的には区別して扱われる。例えば、脱線のメカニズムは車輪のフランジがレールを乗り越えて車輪がレールからずれ落ちる現象として説明されるが、転覆のメカニズムとしては、強風による風圧力や曲線通過時の速度超過による遠心力などのような著しい荷重が負荷すれば、必ずしも車輪がレールからずれ落ちる順序を踏まなくても車両の横転まで至り得る。ただし、このような転覆が発生した場合も、結果的に横転した車両は線路を逸脱した状態になるため、日本の鉄道事故等報告規則などでは列車脱線事故に分類される。また、脱線によって車両が軌道から逸脱した結果、二次的に横転・転覆する場合もある。

## 要因
転覆の要因として以下の原因が挙げられる。実際の現象では、単一原因でなく、複合的原因により引き起こされる場合も想定される。

### 強風による風圧力
台風などによる強風は転覆事故の要因の一つである。特に問題とされるのが横風と呼ばれる鉄道車両の横方向からの風である。風を受ける表面積が大きいため転覆にいたるような大きな力を発生し得る。日本国内において、強風が原因と推測されている転覆事故としては、JR羽越本線脱線事故などが挙げられる。

### 曲線通過時の速度超過
曲線や分岐器などを通過する際などに、予め設計・設定されている制限速度以上の速度で通過すると、車両に多大な遠心力が負荷して、安定限界を超えて転覆する原因となり得る。軌道の曲線部では多大な遠心力が発生しないように内外のレールに高さの差（カント）を設けており、遠心力とカントによる向心力の差を超過遠心力、発生する加速度を超過加速度と呼ぶ。通常の曲線通過速度は、超過加速度が乗り心地に悪影響しないように設定されている。日本国内において、曲線通過時の速度超過が原因と推測されている転覆事故としてはJR福知山線脱線事故などが、分岐器通過時の速度超過が原因と推測されている転覆事故としては関西線平野駅列車脱線転覆事故などが挙げられる。

### その他
その他の要因としては、地震による軌道の振動や、蛇行動、通り狂いなどによる車両の著大な左右振動なども転覆に寄与すると考えられる。

## 転覆限界の解析

### 静的解析
転覆を起こす限界の走行速度や風速を定量的に予測するために車両運動解析が行われてきた。簡便な解析の1つとして車両に働く外力の静的つり合いに基づく静的解析がある。すなわち、下図のように転覆に関わる車両のローリング回りの外力のつり合いを考えて、片側の車輪の輪重が0となる限界を予測する方法である。静的解析の場合は比較的に容易に計算式を導出できるため、特別な解析ソフトを用意しなくても定量的な予測ができる利点がある。日本国内で利用されている静的解析方法の例を以下に示す。

#### 国枝式

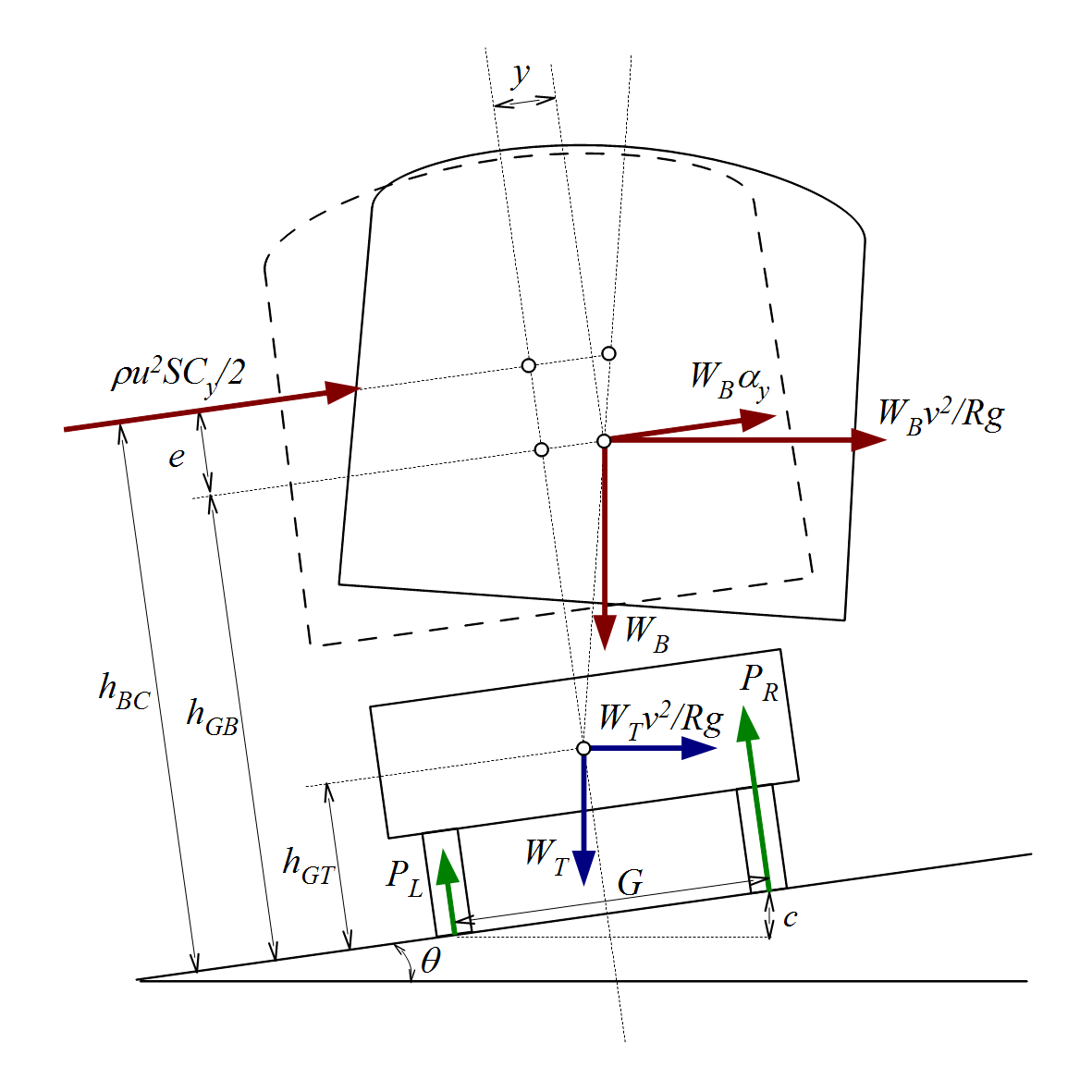
国枝の式における転覆の車両モデル

1972年、鉄道技術研究所の国枝正春より、車両のローリング回りの静的つり合いに基づき、横風による車両に負荷される風圧力、車両の左右振動を見込んだ振動慣性力、曲線通過時の超過遠心力による輪重減少率の予測式が提案された。この式は国枝の式または国枝式と呼ばれる。右辺の第一項が超過遠心力に関する項、第二項が振動慣性力に関する項、第三項が横風風圧力に関する項である。風向きが逆の時は、第二項と第三項をマイナスにとる。この計算モデルで輪重減少率Dが1に達したときが、車両片側の車輪が浮き始めるとき、すなわち転覆が開始するときと考えられる。
{\displaystyle D={\frac {2h_{GB}^{*}}{G}}\left({\frac {v^{2}}{Rg}}-{\frac {c}{G}}\right)\pm {\frac {2h_{GB}^{*}}{G}}\left(1-{\frac {\mu }{1+\mu }}{\frac {h_{GT}}{h_{GB}^{*}}}\right)\alpha _{y}\pm {\frac {h_{BC}^{*}}{G}}{\frac {\rho u^{2}SC_{Y}}{W}}} … (1)
ここで
{\displaystyle D=(P_{0}-P_{L})/P_{0}\ ,\ P_{0}=W/2}
{\displaystyle \mu =W_{T}/W_{B}\ ,\ W=W_{B}+W_{T}}
それぞれのパラメータは、D:輪重減少率[-]、P0:静止輪重[kgf]、PL:風上側輪重[kgf]、WB:車体重量の半分[kg]、WT:1台車重量[kg]、hGB*:レール面からの車両重心の有効高さ[m]、hBC*:レール上面からの車体風圧中心の有効高さ[m]、hGT:レール面からの台車重心高さ[m]、G:車輪・レール接触点左右間隔[m]、v:走行速度[m/sec]、R:曲線半径[m]、g:重力加速度[m/sec2]、c:カント量[m]、αy:走行中の車体の重心位置における左右振動加速度(重力加速度で除したG単位)[-]、ρ:重力加速度で除した空気密度[kg-sec2/m4]、u:風速[m/sec]、S:車体側面の投影面積の半分[m2]、CY:横風に対する車体の抵抗係数[-]となっている。
(1)式の導出においては、カント角 θ は十分に小さいとみなし、
{\displaystyle \cos \theta \fallingdotseq 1,\sin \theta \fallingdotseq \theta \fallingdotseq c/G} … (2)
と置き、さらに、実数値上から(v2 /Rg)sinθはconθに比べると十分に小さいので、
{\displaystyle {\frac {v^{2}}{Rg}}\sin \theta +\cos \theta \fallingdotseq 1} … (3)
としている。また、(1)式は、ナハ10形での実車試験結果などから考察して以下の仮定に基づいている。
1. 車両のバネによる車体変位の影響は、車体重心高さhG と車体風圧中心高さhBC を25%増した有効高さhG*、hBC* を使用することで等価とみなし、影響を(1)式の中に織り込む。
2. 横風による影響は、横力のみとして揚力は考慮しない。抵抗係数CY は1.0を仮定する。車両への風向角度による影響は考慮しない。
3. 左右振動加速度αy は、走行速度の変数として以下のように仮定する。

{\displaystyle \alpha _{y}={\begin{cases}0.00125v&v\leq 80{\mbox{km/h}}\\0.1&v>80{\mbox{km/h}}\end{cases}}} … (4)
横風による転覆において、風上側の輪重が0となり転覆が開始すると考えられる風速を転覆限界風速と呼ぶ。(1)式では、D = 1のとき(風向きが逆のときはD = -1のとき)の風速uが転覆限界風速に相当する。
(1)式より、車体と台車重量が重く、車体風圧中心と重心の高さが低く、車体側面の面積が小さく、車輪・レール接触点左右間隔が大きい(= 軌間)ような諸元の車両が転覆しにくいことが分かる。

#### 総研詳細式
1986年の余部鉄橋列車転落事故、1994年の特急おおぞら脱線転覆事故、三陸鉄道突風転覆事故での事故調査を通じて、風の空気力係数が、車両形状と軌道が載る地上構造物形状に依存すること、車両と風の相対風向角に依存することが判明し、空気力係数の推定精度向上の必要性が認識された。このような背景を受けて、転覆限界風速予測精度の向上のために、国枝式の静的つり合い解析を基本としつつ予測式をより詳細化されたものが鉄道総合技術研究所の日比野らにより提案された。総研詳細式と呼ばれ、以下の点が国枝式と異なる。
1. 車両のバネによる車体変位を、バネ系のポテンシャルエネルギのつり合いからに求めて考慮する。また、台車-車体間のストッパの当たりの有無を考慮に入れる。
2. 横風による横力、揚力、ローリングモーメントをそれぞれ考慮する。これらの空気力係数は風洞試験により求める。また、車両への風向角度を考慮する。
3. 左右振動加速度は、実測値を使用するか、走行速度 v の変数として以下のように仮定する。ここで、Vmax :最大走行速度である。

{\displaystyle \alpha _{y}=0.1v/v_{max}} … (5)

### 動的解析
動的解析とは、静的つり合いではなく、実際のように車両が時間変化に応じて運動する様子を計算するものである。コンピュータ性能向上に伴って、レール・車輪接触問題なども組み込んだマルチボディダイナミクスによる動的な車両運動解析が発達してきた。このようなシミュレーションモデルを用いて、強風に対する安全性や地震に対する安全性の動的解析による検証も行われている。

## 対策
日本国内で行われている転覆対策には以下のようなものがある。

### 強風に対する措置
強風に対してはソフト面・ハード面の両面から対策が取られている。ソフト面(運用面)においては、沿線に設置した風速計により風速を監視し、ある一定以上の風速が観測された場合は徐行運転、運転中止などの措置を取っている。ハード面(施設面)においては、強風による風圧力そのものを減らすことを目的として、線路軌道沿いに防風壁あるいは防風柵と呼ばれるパネルを設置するものがある。パネルの外枠面積中に占める、パネルの面積の割合を充実率と呼ぶ。パネルに隙間がないものが充実率100%、パネルが金網状に隙間があるものが充実率100%未満に相当する。

### 速度超過に対する措置
曲線通過での速度超過に対しては、ATCや速度制限付きATSなどを導入し、ヒューマンエラーによる速度超過を無くす処置が取られている。JR福知山線脱線事故以後には、国土交通省より速度超過防止用ATSの緊急整備が全国の鉄道事業者へ指示された。